# Passivlegitimation
Die Passivlegitimation ist ein Begriff aus dem Prozessrecht und betrifft die passive Sachbefugnis oder Sachlegitimation. Sie ist von der Prozessführungsbefugnis zu unterscheiden.
Die Passivlegitimation betrifft die Stellung als richtiger Beklagter und Inhaber des streitigen Rechts. Die Frage beurteilt sich nach materiellem Recht.
Passiv legitimiert können auch mehrere Personen sein, etwa eine Gesamthandsgemeinschaft.
Auf Klägerseite spricht man insoweit von Aktivlegitimation.

## Zivilprozess
Problematisch ist die Passivlegitimation häufig bei einer Mehrheit von beteiligten Personen, zum Beispiel bei der Gesellschaft bürgerlichen Rechts –, auch BGB-Gesellschaft oder GbR genannt. Richtet sich ein Anspruch gegen eine GbR, war nach früherer Auffassung mangels Parteifähigkeit nicht die Gesellschaft passiv legitimiert, sondern deren Gesellschafter. Diese Meinung ist jedoch in Deutschland seit einigen Jahren ins Wanken geraten, was vor allem prozessökonomische Gründe hat: Eine GbR kann aus einer Vielzahl von Gesellschaftern bestehen und im Falle eines Prozesses müssten dann alle Gesellschafter anstelle der GbR verklagt werden. Mit Urteil vom 29. Januar 2001 hat der BGH die Gesellschaft bürgerlichen Rechts endgültig für parteifähig und damit im Zivilprozess als passivlegitimiert erklärt.  Daneben sind allerdings auch die einzelnen Gesellschafter der GbR passivlegitimiert, da sie für die Gesellschaftsschulden haften.
Problematisch ist die Passivlegitimation des Weiteren bei Parteien kraft Amtes, also beispielsweise beim Insolvenzverwalter, Testamentsvollstrecker und Nachlassverwalter. Hier stellt sich die Frage, ob die Partei kraft Amtes, oder der Rechtsträger (der Insolvenzschuldner im Insolvenzverfahren, der Erbe bei der Testamentsvollstreckung oder Nachlassverwaltung) zu verklagen ist:
- Nach Eröffnung eines Insolvenzverfahrens ist nicht mehr der Schuldner selbst passivlegitimiert, sondern der Insolvenzverwalter. Eine Klage ist also gegen ihn als Insolvenzverwalter zu richten.
- Bei Anordnung einer Testamentsvollstreckung ist zwar in den meisten Fällen, jedoch nicht immer der Testamentsvollstrecker zu verklagen (§ 2213 BGB).[4]

Bei Fehlen der Passivlegitimation des Beklagten ist die Klage zwar zulässig, aber unbegründet.

## Verwaltungsprozess
Gemäß § 78 Abs. 1 Nr. 1 VwGO muss sich die Klage im Verwaltungsverfahren gegen einen ganz bestimmten Klagegegner richten. Eine Klage kann nur Erfolg haben, wenn sie sich gegen den richtigen Beklagten richtet. Dieser ist in der Klageschrift als Gegner zu benennen. Hierzu genügt jedoch die Angabe der Behörde (§ 78 Abs. 1 Nr. 1 2. Halbsatz VwGO).
Ob eine Klage gegen den falschen Beklagten wegen fehlender passiver Prozessführungsbefugnis unzulässig (dann: Prozessurteil) oder wegen fehlender Passivlegitimation zulässig, aber unbegründet (dann: Sachurteil) ist, ist umstritten. Die herrschende Meinung und das Bundesverwaltungsgericht kommen zu dem Ergebnis, § 78 regele die Passivlegitimation und somit die Frage der Begründetheit und nicht der Zulässigkeit. Dem wird entgegengehalten, der Bundesgesetzgeber habe nicht die Kompetenz, in der VwGO die Passivlegitimation – eine Frage der sachlichen Zuständigkeit – einzelner Behörden zu regeln.
Entscheidungserheblich kann diese Streitfrage, die sich auf den ersten Blick als praxisfern entpuppt, dann sein, wenn es um die aufschiebende Wirkung einer Anfechtungsklage geht, die sich gegen einen falschen Beklagten richtet. Wäre die Anfechtungsklage zwar zulässig, aber unbegründet, so würde das dennoch den Eintritt der aufschiebenden Wirkung nach § 80 Abs. 1 Satz 1 VwGO zur Folge haben. Wird die Klage dagegen als unzulässig abgewiesen, dann kann sie, da die Voraussetzungen zur Entscheidung über ein Sachurteil nicht vorliegen, nach überwiegender Ansicht auch keine aufschiebende Wirkung entfalten.
§ 78 VwGO unterscheidet zwischen dem Rechtsträgerprinzip (Abs. 1 Nr. 1) und dem Behördenprinzip (Abs. 1 Nr. 2). Grundsätzlich gilt das Rechtsträgerprinzip, wonach die Klage gegen den Bund, das Land oder die Körperschaft zu richten ist, deren Behörde einen Verwaltungsakt erlassen oder abgelehnt oder unterlassen hat. Die Klage kann sich auch gegen die Behörde selbst richten (Behördenprinzip), wenn das Landesrecht dies ausdrücklich zulässt. Gilt das Rechtsträgerprinzip auf Grund fehlender landesrechtlicher Bestimmungen, kann es für den Bürger im Einzelfall schwierig sein, den richtigen Beklagten zu finden. Da aber die Angabe der Behörde zur Bezeichnung ausreicht (§ 78 Abs. 1 Nr. 1 2. Halbsatz VwGO) und diese im Regelfall einfach zu bestimmen ist, hat der Bürger dadurch keine ernsthaften Nachteile.

## Österreich und Schweiz
Im österreichischen Zivilprozessrecht ist die Entscheidung über die Frage der Sachlegitimation (Aktiv- oder Passivlegitimation) „nichts anderes als die meritorische Entscheidung über den Klagsanspruch im Hinblick auf seine subjektiven Voraussetzungen. Sie ist demnach Entscheidung sowohl einer Tatfrage als auch einer Rechtsfrage.“
Auch in der Schweiz sind Aktiv- und Passivlegitimation materielle Prozessvoraussetzungen. Sie gehören zum Klagefundament und müssen von der Klägerschaft detailliert behauptet und bewiesen werden.